# Christophe Aribert
Pour les articles homonymes, voir Aribert (homonymie).
Christophe Aribert, né à Grenoble en Isère le 25 avril 1971, est un chef cuisinier français.
Il est chef de son propre restaurant, la Maison Aribert, deux étoiles au Guide Michelin, une étoile verte et 4 toques au Gault et Millau, ouvert en 2019.

## Biographie
Après l'école hôtelière de Grenoble, Christophe Aribert commence sa carrière à l'hôtel Beau Rivage à Condrieu en 1991. Quelques années plus tard, il goûte une première fois aux cuisines du restaurant Les Terrasses à Uriage en 1993. En 1995, il monte à Paris et officie à La Tour d'Argent en 1995-96 puis au restaurant Les Ambassadeurs à l'hôtel Crillon en 1996-97 au côté de Christian Constant.
En 1997, il revient au restaurant Les Terrasses à Uriage, le restaurant du Grand Hôtel, fréquenté naguère par Coco Chanel, Sacha Guitry, Maurice Chevalier, Stendhal, Alphonse Daudet… En 2004, le chef Philippe Bouissou quitte Uriage. Christophe Aribert prend alors le poste et conserve les deux étoiles.
En novembre 2007, il publie La Brigade de Christophe Aribert aux éditions Glénat, un livre de cuisine mettant en valeur sa brigade d'Uriage-les-bains, avec l'aide de Pierre-François Couderc pour les photographies, Pierrick Jégu pour les textes, et Georges Riu pour l'ensemble de la direction artistique. 46 recettes y sont présentées et illustrées par une multitude de photos montrant les différentes étapes de réalisation et quelques tours de main.
Avec Pierre-François Couderc, il remporte en juin 2009 le concours de photos culinaires d’Oloron-Sainte-Marie.
Ce même été, il est sollicité pour devenir le chef du Crillon à la suite du départ de Jean-François Piège. Il décline l'offre et reste fidèle à ses attaches pour Uriage.
En juin 2010, il signe la carte du très attendu restaurant du Palais Garnier à Paris, L'Opéra Restaurant.
En 2013, Christophe Aribert remporte à nouveau l’épreuve « photo de produit » au concours du Festival international de l’image culinaire d’Oloron, mais cette fois avec le photographe Benoit Linéro. Ensemble, ils mettent à l’honneur le vin « Irouléguy » de Thérèse et Michel Riouspeyrous.

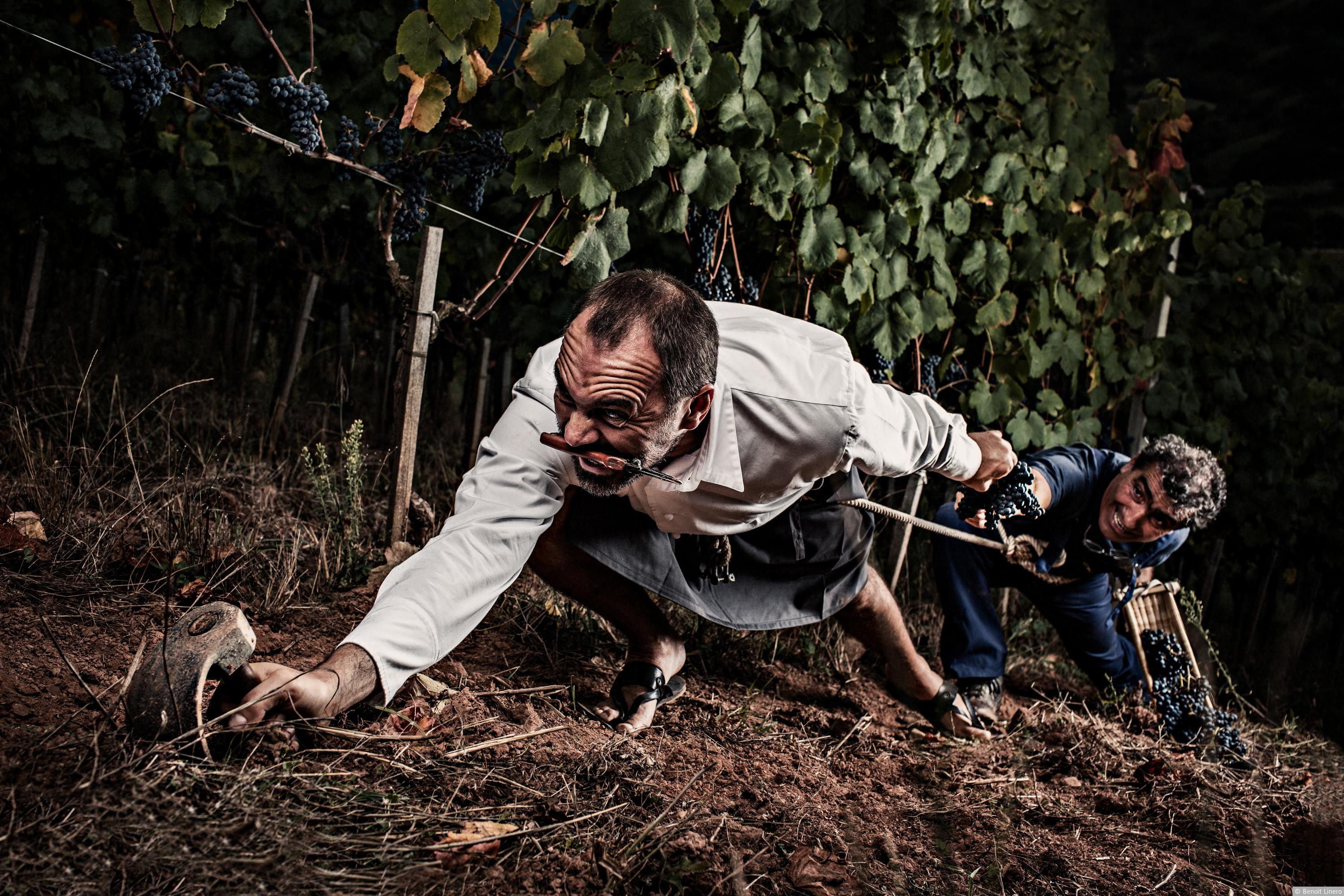
Festival international de l’image culinaire d’Oloron

L’année 2013 est également marquée par la sortie d’un second livre, Aribert, réalisé avec la complicité de Benoit Linéro pour les photos, Pierrick Jégu pour les textes et Georges Riu pour le design graphique. Cet ouvrage a été élu meilleur livre gourmand de 2013 par Le Figaro.
A 47 ans, Christophe Aribert décide d'ouvrir le 2 février 2019 son propre établissement, la Maison Aribert, au coeur du parc d'Uriage-Les-Bains. Descendant d’agriculteur-maraîcher isérois, sa filiation naturelle à la région s’est doublée d’une filiation de cœur pour les montagnes qui l’ont vu grandir, et qui lui ont transmis sa force de conviction et d’engagement envers les valeurs qu’il incarne au quotidien et qui inspirent sa cuisine : la quête d’une symbiose entre l’humain et la nature.
En 2020, il décroche sa première étoile verte, une distinction décernée par le Guide Michelin aux chefs les plus engagés dans la gastronomie durable. Cette reconnaissance témoigne de son implication et de son approche résolument orientée vers une cuisine responsable.
En mai 2022, Christophe Aribert inaugure un nouvel établissement, le Bouillon A, situé sur la presqu'île de Grenoble, avec comme volonté de faire (re)découvrir les grands classiques de la gastronomie française, revisités avec des produits bio, locaux et de saison. Une nouvelle version contemporaine, mais authentique des bouillons, qui se présente comme une adresse ouverte à tous, populaire et accessible. Parmi les incontournables, on retrouve l’œuf mayo aux herbes de nos montagnes ; le vrai saint-marcellin fermier rôti ; les fameuses coquillettes jambon ; un hot-dog version volaille ou veggie ; la big profiterole et son nappage chocolat Valrhona…
En décembre 2022, Christophe Aribert publie son troisième ouvrage en auto-édition, intitulé 365. À travers cet ouvrage, le lecteur est invité à une immersion d'une année dans l'univers du chef. Le carnet de bord d’une année d’échanges, de découvertes, mais surtout d’amitié, au pas des sentiers, avec sa brigade, à rencontrer chaque producteur, à goûter, décrypter et capturer chaque recette. Il y dévoile également des recettes signatures incontournables de sa cuisine.
Il est récompensé du grade de Chevalier de l'ordre national du Mérite en novembre 2023.